# Maria Solheim

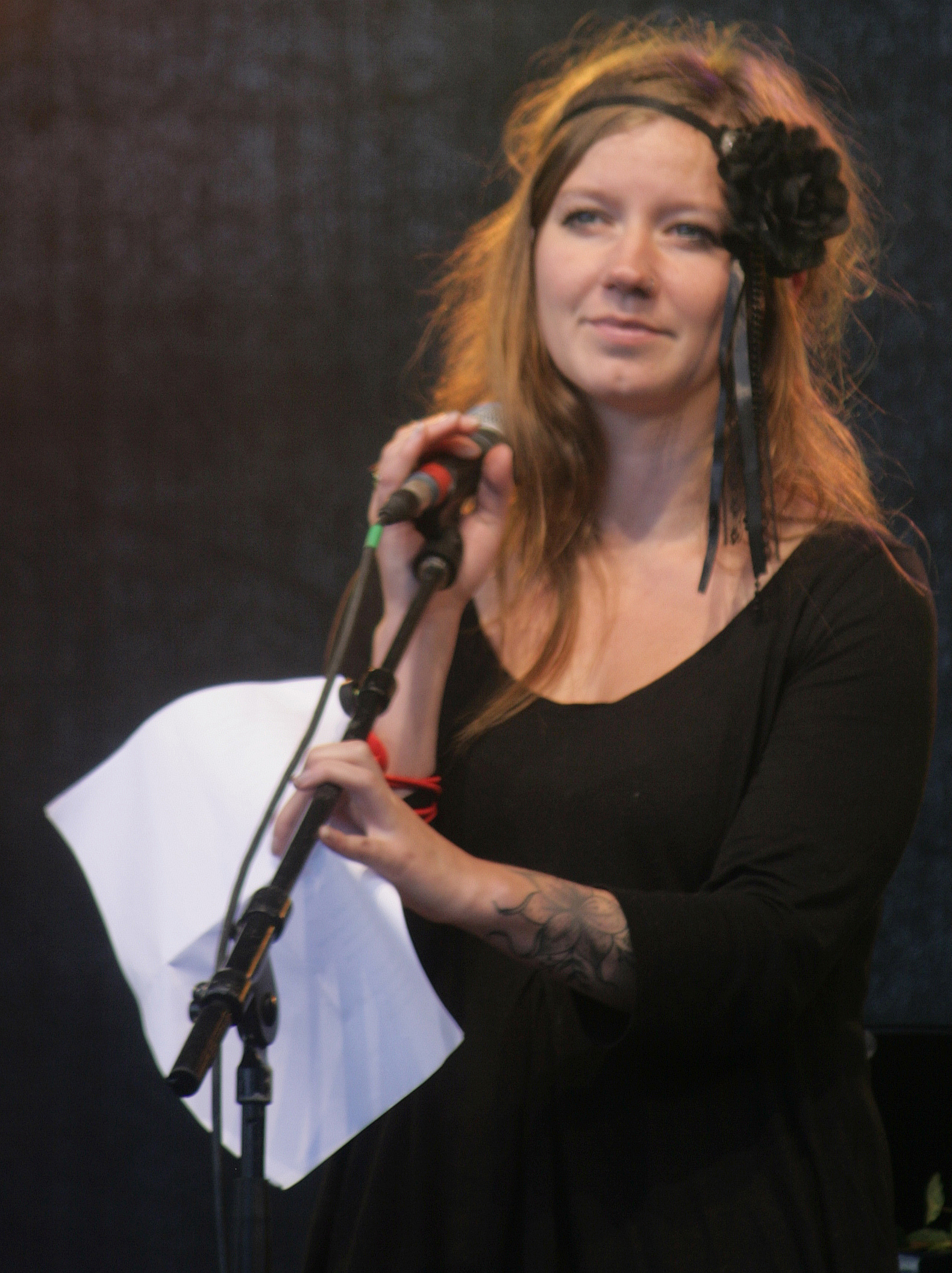
Maria Solheim, 2011

Maria Solheim [ˈsuːlhæi̯m] (* 19. Januar 1982 in Øksnes) ist eine norwegische Musikerin. Sie singt und spielt akustische Gitarre.

## Leben und Wirken
Aufgewachsen ist Maria Solheim in dem 3000-Einwohner-Ort Øksnes auf den Vesterålen im Norden Norwegens. Mit zwölf Jahren fing sie an, Gedichte zu schreiben, mit 14 versuchte sie sich das erste Mal an der Gitarre und ein Jahr später folgten die ersten Liedtexte. Mit 16 schrieb sie als freie Mitarbeiterin für eine Regionalzeitung. In der Sonntagsschule ihrer örtlichen Kirchengemeinde trug die gläubige Christin eigene Lieder vor. Dort wurde sie im Sommer 1997 von Kari Bremnes’ Pianist Bengt Egil Hanssen entdeckt, der sie an Erik Hillestad, Labelchef von Kirkelig Kulturverksted, vermittelte, der ihr wiederum sofort für zwei Tage ein Studio samt Musikerpersonal zur Verfügung stellte. Darauf folgte mit 17 Jahren der erste Plattenvertrag sowie das Debütalbum Barefoot, das von Hanssen produziert wurde und in Norwegen einen großen Erfolg mit sich brachte. Es folgten Auftritte im Vorprogramm von Suzanne Vega und eine Tournee durch Deutschland.
Für das zweite Album Behind Closed Doors konnte Solheim ihre eigene Band zusammenstellen. Es wurde auch in Japan veröffentlicht. Eine Tournee dort folgte. Den Nachfolger Frail produzierte Emil Nikolaisen, bekannt aus den christlich orientierten Bands Extol  und Silver. Er steuerte auch einige Gitarrenpassagen bei. 
In den Jahren darauf kam es zu Veröffentlichungen und Auftritten in mehreren Ländern. Danach zog sie sich für einige Jahre ins Private zurück und gründete eine Familie. In dieser Zeit erschien die Single Rom for alle, ein Duett mit Hans-Erik Dyvik Husby, gleichzeitig ihr erster Song mit einem norwegischen Text. Sie wurde in Norwegen mit Doppel-Platin ausgezeichnet.
2012 nahm sie ihre Karriere wieder auf und unterzeichnete einen Plattenvertrag mit BMG Chrysalis, die ihr zunächst nur in Norwegen erschienenes Album In The Deep seit 2014 international vermarkten. Maria Solheim veröffentlichte im Frühjahr 2018 ihr sechstes Solo-Album und ging kurz darauf mit neuen Songs in Deutschland, der Schweiz und Luxemburg auf Tour. Zuvor war im September 2017 die Singleauskopplung I Wish I Were in a Band erschienen, die sofort in die norwegischen Radiocharts einstieg.
Am 25. April 2025 erschien Solheims achtes Soloalbum Over fjellet (Über den Berg) mit ausschließlich norwegischen Texten.
Zusammen mit der TV-Entertainerin und Künstlerin Silje Sirnes Winje spielt sie auch in dem Duo Silje og Maria Kinderlieder. Neben Musik hat Maria Solheim Gedichte veröffentlicht, unter anderem in einer von Lars Saabye Christensen herausgegebenen Anthologie, sowie Ausstellungen eigener Kunstwerke ausgerichtet und wirkt in dem Musical Blott en dag über die schwedische Dichterin Lina Sandell-Berg mit.

## Aktuelle Bandmitglieder
- Maria Solheim (Gesang)
- Christer Slaaen (Gitarre)
- Thomas Gallaton (Schlagzeug)
- Tor Egil Kreken (Bass)
- Mari Kreken (Backgroundgesang)
- Tarjei Nysted (Violine)
- Stephan Slaaen (Saxofon)
- Erlend Barrat-Due (Klarinette)

## Diskografie

### Soloalben
- Barefoot (2001)
- Behind Closed Doors (2002)
- Frail (2004)
- Will There Be Spring (2006)
- In The Deep (2012)
- Stories of New Mornings (2018)
- The Bird Has Flown (2021)
- Over fjellet (2025)

### Singles
- Too Many Days (2004)
- Rom for alle (2009)

## Gastauftritte
- 2002: Helt perfekt, Bagateller (Folk & Røvere)
- 2002: Hvor er Gud når solen slukner?, Stolpesko (Verschiedene Künstler)
- 2003: Jeg er i Herrens hender, Sangen om gleden, Salmer for Gud og hvermann (Verschiedene Künstler)
- 2003: Paradigms, Synergy (Extol)
- 2004: Kind Of Cold, I met the music (Meister)
- 2005: On a Bridge Between Clouds, on a Bridge Between Clouds (Mujaji)
- 2008: Reason, Alleviat (Benea Reach)
- 2011: Mitt lille land (Von Norwegian People's Aid und Sony veröffentlicht, zum Gedenken an die Anschläge in Norwegen 2011)